# セシリア・ヴァーサ

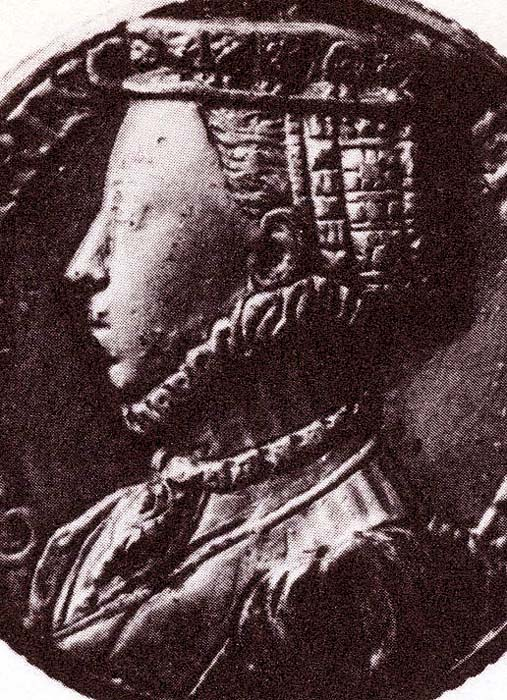
セシリア・ヴァーサ、1570年発行のメダル

セシリア・ヴァーサ（Cecilia Vasa, 1540年11月16日 - 1627年1月27日）は、スウェーデン王グスタフ1世ヴァーサとその2番目の妃マルガレータ・レイヨンフーヴッドの間の次女。ドイツのバーデン＝ローデマヒェルン辺境伯クリストフ2世に嫁いだ。ドイツ語名ツェツィーリエ・ヴァーサ・フォン・シュヴェーデン（Cäcilie Wasa von Schweden）。

## 生涯
1559年、セシリアの姉のカタリーナとオストフリースラント伯エッツァルト2世が結婚した。この披露宴の最中、セシリアはエッツァルト2世の弟ヨハン2世と性的関係を結び、兄弟達にそのことを暴露された。ヨハン2世はセシリアとの結婚を拒んで投獄され、一説には去勢されたと言われる。セシリアも罰として父にさんざん殴られたあげく、髪を切られた。兄弟達は聖書に出てくる「スザンナの水浴」の情景を刻んだ貨幣を発行し、セシリアもスザンナと同じく貞節を守ったのだと国民に示した。
1564年、セシリアはバーデン＝ローデマヒェルン（ロドマック）辺境伯クリストフ2世と結婚した。結婚後まもなく、セシリアはイングランドに向かい、エリザベス1世に自分の異母兄エリク14世との結婚に踏み切るよう説得を試みたが、失敗した。セシリアはイングランドで長男を出産し、息子はエリザベス1世によってエドゥアルトと名付けられた。セシリアの侍女ヘレナ・スナーケンボリはロンドン宮廷に留まり、エリザベス1世の女官となった。
イングランドに滞在した約1年で、セシリアは英語を習得する一方、贅沢三昧の生活を送って多額の借財を作った。1565年、セシリアは債権者達から逃れようとしてドーバーで捕まり、債権者達に膨大な数のワードローブや宝石類を押収され、何とか夫の領地であるロレーヌ地方のローデマヒェルン（現在のフランス領ロドマック）に落ち着いた。
1571年、セシリアとその家族は、ネーデルラントで続く八十年戦争の波及、特にアルバ公率いるスペイン＝カトリック派の軍勢の進撃を恐れ、スウェーデンに避難した。彼女はヴェストマンランド地方の都市アルボガを封土として与えられ、アルボガ伯爵夫人（Grevinna av Arboga）を称した。セシリアは自分の税収で海賊船を支援し、海賊に外国船を掠奪させて兄弟達の元に向かう積荷を隠れて奪っていた。1575年に夫クリストフ2世が死んでまもなく、セシリアは息子達の相続領を守るためにカトリックに改宗した。ローデマヒェルンの領地は、既にスペイン＝カトリックの軍勢に占領されていたのである。この時、イングランドのエリザベス1世は、レスター伯を送りこんでセシリアに支援を打診したが、セシリアは同母兄のヨハン3世から断るように求められ、兄の助言に従っている。
1578年、セシリアの許にスペイン王フェリペ2世が派遣したフランシスコ・デ・エラーソという大使が送りこまれた。エラーソは、セシリアの配下にある海賊船を引き渡すことを条件に、フェリペ2世が彼女をルクセンブルクまたはスペイン帝国領のどこかの地域の総督に任命する、という交渉に来たのだったが、セシリアはエラーソと男女の仲になってしまった。ヨハン3世はセシリアのもとにスペイン大使が足繁く通うのを知って、妹が自分に対する謀反を企んでいると疑い、変装してエラーソの屋敷を訪れていたセシリアを逮捕させた。セシリアは国外退去を余儀なくされて1579年にローデマヒェルンに戻り、そこでエラーソの娘を産んだ。カリタスと名付けられた女児は、修道院に送られた。
セシリアは息子達の教育をイエズス会に任せ、自らは摂政としてローデマヒェルン辺境伯領の経営に乗り出した。神聖ローマ帝国の領邦の摂政として、セシリアは帝国議会にも出席した。カトリック信徒となった彼女は教皇に面会したり、カトリック諸国の宮廷を訪れて回った。カトリック転向者として積極的に活動するセシリアはプロテスタント陣営の標的となり、1594年には、セシリアはブリュッセルで娼館を経営している、とする事実無根の中傷ビラが出回った。セシリアは借金を重ねて債権者達に追い回され、1610年には債権者の1人に殺されかけて、ルクセンブルクのトリーア大司教の許に逃げ込んでいる。
セシリアは当時としては長命を保ち、1627年に亡くなると、ローデマヒェルンの教会の床下に埋葬された。

## 子女
セシリアは夫クリストフ2世との間に6人の息子をもうけた。
- エドゥアルト・フォルトゥナート（1565年 - 1600年） - バーデン＝ローデマヒェルン辺境伯、バーデン＝バーデン辺境伯
- クリストフ・グスタフ（1566年 - 1609年）
- フィリップ3世（1567年 - 1620年） - バーデン＝ローデマヒェルン辺境伯
- カール（1569年 - 1590年）
- ベルンハルト（1570年 - 1571年）
- ヨハン・カール（1572年 - 1599年）

またフランシスコ・デ・エラーソとの間に庶出の娘を1人もうけた。
- カリタス（1579年 - ?）